# Iglesia de la Santísima Trinidad (Segovia)
La iglesia de la Santísima Trinidad en Segovia (España) es un templo de una sola nave cubierta con bóveda de medio cañón y cabecera con ábside curvo precedida de tramo recto. Al sur se abre el atrio, como es común en el románico segoviano. Al norte, una capilla gótica y dos sacristías barrocas.
Al exterior, el ábside aparece semioculto en un estrecho callejón, se divide mediante dos medias columnas en tres paños, en los que se abren sendas ventanas con columnas acodadas con capiteles decorados y en sentido horizontal por tres líneas de imposta una a la altura del vierteaguas, otra como prolongación del cimacio de los capiteles y otra por encima del arco. Una cornisa volada sobre canes representando figuras fantásticas o reales, remata el conjunto. En su interior sorprende sus dos pisos de arquerías superpuestas, con capiteles historiados, vegetales, bichas fantásticas, de gran valor escultórico e iconográfico, con algunos restos de su antigua policromía.
Al sur como es usual en el románico segoviano se abre una galería porticada, mediante arcos de medio punto sobre dobles columnas que soportan capitales muy sobrios, con una sencilla y elegante decoración vegetal, muy plana.
El templo tiene dos portadas, la occidental de sencilla factura, presenta arquivoltas aboceladas que descansan en bellos capiteles con bichas y flora. Sobre la portada se abre una ventana que sirve de iluminación a la nave principal y la portada lateral con acceso desde el atrio, de gran belleza en la decoración de sus capiteles.
En su interior el templo presenta una sola nave cubierta con bóveda de cañón sobre tres arcos fajones, que apoyan en medias columnas adosadas a los muros laterales. A continuación de la nave se encuentra la torre, que forma interiormente una especie de cimborrio de forma rectangular cubierto con bóveda de aristas.
El actual templo obra del siglo XII sucedió a otro más primitivo de finales del siglo XI, cuyos restos fueron descubiertos tras el derribo en 1984 de una capilla barroca situada al sur. La parte más antigua de la iglesia actual se corresponde con la cabecera, siendo la portada oeste y el atrio obra posterior. En 1513 se construye la capilla de los Campo, con portada decorada en estilo gótico isabelino, con arco rebajado rematado por uno conopial decorado con cardinas. Durante el siglo XVII, el interior del templo se redecoró con yeserías barrocas al gusto de la época.